# Ключ 95
| 玄                     | 玄           | 玄           |
| ---------------------- | ------------ | ------------ |
| 94                     | 95           | 96           |
| Піньінь:               | xuán         | xuán         |
| Чжуїнь:                | ㄒㄩㄢˊ      | ㄒㄩㄢˊ      |
| Вейд-Джайлз:           | hsüan2       | hsüan2       |
| Ютпхін:                | jyun4        | jyun4        |
| Он:                    |              |              |
| Кун:                   |              |              |
| Кандзі:                | 玄 gen       | 玄 gen       |
| Хун:                   | 검을 geomeul | 검을 geomeul |
| Им:                    | 현 hyeon     | 현 hyeon     |
| Індекс у Вікісловнику: | 玄           | 玄           |

Ключ 95 — ієрогліфічний ключ, що означає темний або глибинний і є одним із 23 (загалом існує 214) ключів Кансі, що складаються з п'яти рисок.
У Словнику Кансі лише 6 символів із 40 030 використовують цей ключ.

## Символи, що використовують ключ 95

Як писати ієрогліф.

| без додаткових | 玄 |
| 4 додаткові    | 玅 |
| 5 додаткових   | 玆 |
| 6 додаткових   | 率 |